# Десау
Десау (на немски: Dessau) е бивш град в Германия, от 2007 година част от град Десау-Рослау в провинция Саксония-Анхалт. Към 30 ноември 2006 година населението на града е 77 491 души.

## Известни личности
Родени в Десау
- Томас Кречман (р.1962), актьор
- Максимилиан фон Вайкс (1881-1954), генерал-фелдмаршал от Вермахта
- Дитер Халерфорден (р.1935), кинокомик, сценарист и режисьор
- Бодо Зигфрид Зайдел (р. 1960), бизнесмен и дипломиран инженер

Починали в Десау
- Кристиан Готлоб Нефе (1748-1798), композитор